# Stepan Razin
|  | For den sovjetiske film om Stepan Razin, se Stepan Razin (film fra 1939) |
Stepan Timofeevitj Razin (russisk: Степа́н Тимофе́евич Ра́зин, tr. Stepán Timoféevitj Rázin; kendt som Stenka Razin, russisk: Сте́нька Разин´, tr. Sténka Razin; født 1630, død 6. junijul./ 16. junigreg 1671 i Moskva) var en kosakleder, der ledte et oprør mod adelen og zaren i den sydlige del af Det Russiske Kejserrige.

## Sang og film
Stapan (Stenka) Razins liv og levned har givet inspiration til flere bøger og film. 
Stenka Razin er helten i en populær russisk folkesang (tekstforfatteren er Dmitrij Sadovnikov (Дмитрий Николаевич Садовников), men melodien er traditionel), bedre kendt i Rusland som "Volga, Volga mat' rodnaya" ("Volga, Volga, fødelandets mor").
Sangen blev dramatiseret i et skuespil af Vasilij Gonsjarov, Ponisovaja Volnitsa, der i 1908 blev indspillet som en af de første russiske film, Stenka Razin. I 1939 blev udgivet den sovjetiske film Stepan Razin
Den populære russiske folkesang er ligeledes indspillet i en engelsksproget version med tekst af Tom Springfield under titlen "The Carnival is Over". Den blev en slager for den australske gruppe The Seekers i 1965, som afsluttede sine koncerter med den. 